# Jaú (tiểu vùng)
Jaú là một tiểu vùng thuộc bang São Paulo, Brasil. Tiều vùng này có diện tích 3300 km², dân số năm 2007 là 273502 người.